# Fogimplantátum
A fogimplantátum (latin: beültetett dolog) az állkapocscsontba ültetett mesterséges pótlás. Külső borítása biokompatibilis anyagokból készül, ilyen például a titán és különböző plazmaszórással, savazással, felületi bevonással kialakított felszínek.
A fogászati implantátumok között formájukat tekintve megkülönböztetünk csonthártya alá beültetett lemezeket, csontba ültetett penge implantátumokat és csontba ültetett csavarimplantátumokat. Ez utóbbiak képviselik a korszerű fogászati implantológiát, a többi típus szakmailag elavult megoldásnak számít.

### Ki kaphat fogimplantátumot?
Vannak betegségek illetve állapotok, melyek kizárhatják, illetve megnehezíthetik az implantációt. Az alábbiak is ilyen esetek:
- súlyos, kezeletlen cukorbetegség,
- véralvadási zavarok,
- bizonyos gyógyszerek (szteroidok, biszfoszfonát típusú csontritkulásra szedett gyógyszerek, daganatellenes szerek) szedése,
- korábbi sugárterápia,
- erős dohányzás.

Fontos kiemelni, hogy az implantáció elvégezhetőségének vizsgálata során egy röntgen- vagy CT felvétel nem elegendő. Kizárólag a páciens, valamint a szájhigiénés és dohányzási szokások személyes ellenőrzése után hozható felelős döntés.

### Milyen feltételei vannak a fogimplantátum behelyezésének?
A fog implantátumok behelyezésének alapvető feltételei:
1. a hiányzó fogak területén megfelelő mennyiségű
2. és minőségű csont álljon rendelkezésre.

Abban az esetben, ha fent felsorolt kritériumok nem teljesülnek, a korszerű fogászati eljárásoknak köszönhetően, lehetséges helyi érzéstelenítésben végezhető csontpótló kezelés alkalmazására.
A megfelelő fogászati, parodontológiai és szájhigiénés előkészítés elengedhetetlen feltétele a fog implantációnak. A pótlandó fog helyén található szöveteknek, valamint azok közvetlen környezetének teljesen egészségesnek és gyulladásmentesnek kell lennie.
Összefoglalva:
- Azok a személyek, akinek általános egészségi állapota megengedi a beavatkozást
- Minimális és elengedhetetlen feltétel a megfelelő szájhigiéne és ha van, akkor a fogágybetegség kikezelése

### A fogimplantátum menete

#### A kezelés megtervezése
A precíz tervezés alapjaiban tudja meghatározni a teljes eljárás sikerességét.
Röntgen, illetve CT felvételek alapján kerül meghatározásra a behelyezni kívánt fogimplantátum pontos helye. A hely kiválasztásakor figyelembe kell venni:
- a rendelkezésre álló csont mennyiségét és minőségét,
- anatómiai jellegzetességeit, az implantátum környező fogaktól való távolságát,
- valamint a fogpótlás elkészítésének szempontjait is.

Fentiek szakszerű meghatározása elengedhetetlen a későbbi korona, híd, vagy kivehető implantációs fogpótlás esztétikája, valamint működése és tisztíthatósága szempontjából.

#### Számítógéppel tervezett és navigált sebészet
A legmodernebb eljárások közé tartozik a navigált implantációs sebészeti rendszerek alkalmazása. Ezen eljárás alkalmazása különösen hatékony kiterjedt foghiányok ellátása során, több implantátum egyidejű behelyezésekor szükséges a térbeli pontosság javítása érdekében. A tervezésre alkalmas módon előkészített CT felvételt beolvasásra kerül egy tervező szoftverbe, aminek segítségével  virtuálisan előtervezhető az implantátumok helyzete. Ezt követően az ún. sebészi sablon (átlátszó, szájba helyezhető műanyag fogmodell fémbetétes lyukakkal) 3D nyomtatása kerül.
A navigált implantációs műtétek során a furatok elkészítése és az implantáció a sebészi sablon nyílásain keresztül történik. Így érhető el a lehetséges legnagyobb térbeli pontosság, sokszor elkerülhetőek a csontpótló beavatkozások. További előny a műtéti beavatkozások gyorsabb elvégezhetősége és a páciensek jellemzően csekély panaszokról számolnak be még nagyszámú implantátum behelyezése esetén is.

### Csont- és ínypótló eljárások
Vannak esetek amikor az előzetes tervezés során elvégzett vizsgálatok azt mutatják, hogy a behelyezendő implantátum számára nem áll rendelkezésre megfelelő mennyiségű csont-, illetve ínyszövet.
Ilyenkor szükségessé válhat csontpótló eljárások, úgynevezett augmentációs kezelések elvégzése. Jellemzően az alábbi kortörténetek következményeként váli szükségessé a csont- és ínypótlás:
- korábbi gyulladásos folyamatok,
- súlyos fogágybetegség,
- csontvesztést okozó fogeltávolítás,
- baleset okozta sérülés,
- valamint a csontszövet funkcióvesztés következtében kialakult sorvadása miatt.

Fontos tudni, hogy az ambulánsan, a lehető legkisebb feltárással elvégezhető csontpótló kezelések döntő többséget állati eredetű csontpótló anyagok segítségével és gyakran az implantátum behelyezésével egy időben történnek. Egyes esetekben szükségessé válhat kis mennyiségű saját csontszövet felhasználása, mely jellemzően az adott műtéti területen rendelkezésre áll.
Legkorszerűbb műtéti eljárásokkal elkerülhető egy újabb műtéti terület feltárása csontkivétel céljából illetve az ilyen beavatkozásokkal járó járulékos panaszok is (pl. a nagyobb szájüregi csontblokkok és a csípőcsont átültetését követő zsibbadások és fájdalmak).
Az implantátum körüli íny vastagsága is megnövelhető. Ezek a mikrosebészeti megközelítést igénylő beavatkozások, általában kis mennyiségű saját ínyszövettel, illetve állati eredetű szövetpótló anyagokkal végezhetőek el.

### A fogimplantátum veszélyei
Az implantátum elvesztése, kilökődése a felhasznált anyagok és utókezelés, szájhigiénie minőségén múlik. A legmodernebb anyagok és technológiák használata esetén a nemzetközi irodalmi adatok szerint a műtétet követő első 5 évben 2-3%-ban fordul csupán elő, azaz a bennmaradási arány 97-98%.
A kisszámban előforduló implantátum vesztéseket szinte minden esetben a nem megfelelő szájhigiéne miatt kialakuló bakteriális gyulladás (periimplantitis) miatt bekövetkező csontvesztés okozza.
A dohányzás fokozott rizikófaktornak minősül. A felsorolt rizikótényezők csökkentése és megszüntetése a beteg felelőssége! Kiemelkedően rossz szájhigiéne és/vagy erős dohányzás esetén a beavatkozás nem végezhető el.